# Правен позитивизъм
Правният позитивизъм e школа на мисълта във философия на правото и юриспруденцията, която твърди че (1) Няма вътрешноприсъща или необходима връзка между законните положения на правото и етиката или морала, (2)
Законите са правила, създадени от човешки същества. След като става обект на множество критики към средата и малко след 20 век, в САЩ правният позитивизъм придобива почти пейоративно звучене там. 

## Същност
Под влияние на школата на естественото право, правната мисъл се насочва към кодификацията, която е една икономическа и политическа необходимост. Тя се осъществява посредством позитивното право, индоктринирайки втория основен постулат на правния позитивизъм – „правото – това е законът“. Научната мисъл на естественоправниците в областта на правото създава една научна методология, основана изцяло върху опита. По това време възниква философския позитивизъм. Той е един нов подход, който също приема опита като основен постулат и има претенцията да разреши една хилядолетна дилема – между идеализма и материализма. Според позитивистите и двете идеи са грешни, тъй като се основават на предварителни (априорни) съждения, а до знанието може да се стигне единствено по пътя на опита. Всяко друго знание е спекулативно, според позитивистите.
Основната характеристика на правния позитивизъм е тази, че той отхвърля всякаква връзка на правните норми с морала, религията, разума и естествените права. Той проповядва единствено, че правните норми са задължителни, защото са приети от държавните органи. Несъответствието им с морала не е основание за неспазване и/или неизпълнение на правните норми.

## История
За правен позитивизъм в литературата започва да се говори в края на 20-те и през 30-те години на 19 век, макар че за неговото възникване може да се говори още в края на 18 век, като дори през 30-те години на 19 век позитивизъм и правен формализъм са използвани взаимозаменяемо.
По времето на Абсолютизма с последвалото го Просвещение в Западна Европа се развива процес на централизация на политическата власт. Централизацията се проявява и в т.нар. държавен монопол върху правото, а държавната власт на монарха се превръща в единствен автор на правни норми и единствен авторитет, който прилага правна принуда. Правните норми са правни защото се създават от държавата. Това е един от постаментите на правния позитивизъм.

### Школа на правния позитивизъм
Така по политически, юридически и научни причини и се оформя в т.нар. Школа на правния позитивизъм. През 30-те години на ХІХ век в Европа под въздействието на спора между естествено и историко-правници възниква школата на правния позитивизъм. Нейното съществуване допринася значително за изграждането на съвременния модел на позитивното право, такъв какъвто е познат и днес, с всички негови иманентни характеристики и способи за тълкуване на правото.

### Етапи в историята на правния позитивизъм
В развитието на теорията на правния позитивизъм се разграничават три етапа:
1. Ранен;
2. Нормативизъм през 30-те години на 20 век;
3. Т.нар. Модерен правен позитивизъм от 50-те години на 20 век.

За ранния позитивизъм е характерна тясната връзка между държавата и правото. Правото е продукт, съпътстващ развитието на държавата.
Нормативизмът изповядва становището, че правните норми са вид социални норми, които имат самостоятелно битие и на тях следва да се гледа самостойно. Това е т.нар. „чиста теория за правото“ – изчистена от всякаква емпиричност и от дадености. Според нея системата на правото представлява пирамида с йерархично подредени на няколко нива правни норми. В основата на пирамидата се намират индивидуалните норми – правилата за поведение към конкретните правни субекти. Според нормативистите, правото има свой самостоятелен живот, свое нормативно битие, където действат правила различни от закономерностите, действащи във фактическата действителност. Философската обосновка на нормативизма е т.нар. логически позитивизъм, който се развива през 30-те години на 20 век в т.нар. Виенски кръг. В този кръг възниква правната логика, която се съсредоточава върху изследването на логическите закономерности в правото.
Съвременния правен позитивизъм критикува нормативизма, понеже от средата на XX век се наблюдава едно значително усложняване на модерните системи на правото, а те са децентрализирани и муниципални, като възникват и много нови правни институти, в сложни отношения помежду си. Според модернистите, правната система не е пирамида, а цялостна система от първични и вторични норми. Тестът за валидност е в това дали една правна норма е създадена в съответствие с една по-горестояща правна норма. Според модернистите, отворена текстуалност на правните норми, обяснява действието на правото. Отворена текстуалност означава, че в употребимия език всяка от думите притежава една зона на безспорна употреба и зона на спорна употреба (зона на несигурност). Когато правните норми действат и казусът е в безспорната употреба на понятието, съдията трябва да реши съгласно утвърдената употреба. Ако е в спорната употреба, съдията е длъжен да тълкува нормата, преди да я приложи. Така правоприлагането се превръща в процес на изясняване на спорната зона от страна на съдиите. Действието на правото е свързано с отворената текстуалност на понятията, изграждащи правните норми, според модерните позитивноправници.

## Съпоставка с историческата школа
Позитивноправниците разглеждат правото като продукт на обществото в даден момент от неговото развитие, т.е. статично. Задачата на учените според тях е да опишат правното явление и да го представят в теоретичен план за нуждите на юриспруденцията, докато според юристите от Германската историческа школа, за правилното разбиране на правото с неговата идея е задължително да се изследва неговото историческо битие.